# Mariana Díaz
Mariana Díaz Muñoz (ur. 30 listopada 1994) – meksykańska zapaśniczka w stylu wolnym. Zajęła dziesiąte miejsce na mistrzostwach świata w 2014. Ósma na igrzyskach panamerykańskich w 2019. Brązowa medalistka mistrzostw panamerykańskich w 2018. Wicemistrzyni igrzysk Ameryki Środkowej i Karaibów w 2018 i 2023; trzecia w 2014 roku.